# 馬德里儲蓄銀行
馬德里儲蓄銀行（西班牙語：Caja Madrid）是一家總部位於西班牙馬德里的儲蓄銀行。 它是西班牙最古老的儲蓄銀行，由Francisco Piquer創立於1702年12月3日。2008年購下馬德里水晶大廈作為其總部。
2011年6月27日，馬德里儲蓄銀行和另外六家銀行一起組成了Bankia，并持有其中52.06%的股份。

## 外部連結
- Caja Madrid site （西班牙文）